# Larry Doby
Lawrence Eugene „Larry“ Doby (* 13. Dezember 1923 in Camden, South Carolina; † 18. Juni 2003 in Montclair, New Jersey) war ein US-amerikanischer Baseballspieler und -manager in der Major League Baseball (MLB).

## Biografie
Larry Doby bestritt sein erstes Spiel in der American League am 5. Juli 1947 für die Cleveland Indians. Vier Monate nachdem Jackie Robinson die Barriere für schwarze Spieler in den Major Leagues gebrochen hatte, war Doby der zweite Afroamerikaner in den Major Leagues und der erste in der American League. Doby begann seine Karriere im Baseball 1942 bei den Newark Eagles in den Negro Leagues. Er spielte dort als Second Baseman im Team von Abe und Effa Manley. 1946 gewann er mit seinem Team, in dem auch Monte Irvin spielte, die Negro League Championship. Bill Veeck verpflichtete ihn dann für die Indians, für die er im Outfield spielte.
Bereits 1948 konnte er mit den Indians seine erste World Series gewinnen, die Boston Braves wurden mit 4:2 besiegt. Doby glänzte mit einem Schlagdurchschnitt von 31,8 % und führte sein Team in dieser Kategorie in den World Series an. Von 1949 bis 1954 wurde er jährlich zum All Star gewählt. 1954 konnten die Indians mit 111 Siegen deutlich die Meisterschaft in der American League für sich entscheiden, unterlagen aber den New York Giants glatt mit 0:4. 1952 und 1954 führte er die American League in erzielten Home Runs an. Nach der Saison 1955 wechselte er für zwei Jahre zu den Chicago White Sox, ehe er 1958 für ein Jahr zu den Indians zurückkehrte. Seine Karriere in der Major League beendete er 1959 mit kurzen Aufenthalten bei den White Sox und den Detroit Tigers.
1962 heuerte Doby in der japanischen Baseballliga an und war dort der dritte US-amerikanische Spieler nach Wally Kaname Yonamine und Don Newcombe. Nach seiner Rückkehr aus Japan übernahm er Coachingaufgaben bei den Montréal Expos, Indians und den White Sox. 1978 wurde er Manager bei den White Sox. Auch hier war er der zweite Afroamerikaner, nachdem Frank Robinson 1975 den Managerposten bei den Indians übernommen hatte. Eingestellt wurde er wieder von Bill Veeck. 1998 wurde Larry Doby in die Baseball Hall of Fame aufgenommen. Am 18. Juni 2003 verstarb er in Montclair, New Jersey im Alter von 79 Jahren.